# Jugoslovanska hokejska liga 1952/53
Sezona 1952/53 jugoslovanske hokejske lige je bila deseta sezona jugoslovanskega prvenstva v hokeju na ledu. Naslov jugoslovanskega prvaka so četrtič osvojili hokejisti srbskega kluba HK Partizan Beograd. O naslovu prvaka je odločal turnir v Zagrebu, Celju, Brežicah, ki je potekal med 23. in 25. januarjem 1953.

## Končni vrstni red
1. HK Partizan Beograd
2. S.D. Zagreb
3. KHL Mladost Zagreb
4. HK Ljubljana
5. HK Gregorič Jesenice
6. HK Spartak Subotica
7. HK Kladivar Celje
8. HK Segesta Sisak
9. HK Papirničar Vevče
10. HK Partizan Brežice
11. BSK Beograd